# Dravinja
Dravínja je reka v severovzhodni Sloveniji, desni pritok Drave. Izvira na Pohorju, na gozdnatih pobočjih južno od smučišča Rogla, teče sprva proti jugovzhodu skozi Zreče in Slovenske Konjice do Loč, od tam naprej proti vzhodu po enakomerno široki Dravinjski dolini ob severnem vznožju Haloz do izliva v Dravo pod Vidmom pri Ptuju.
Večji levi pritoki so Ločnica, Oplotni(šči)ca, Ličenca, Brežnica, Ložnica in Polskava. Glavni desni pritoki so Ljubnica, Koprivnica, Žičnica, Bela, Skralska, Jesenica, Peklača in Rogatnica.

## Opis reke
Dravinja se začne kot majhen izvir v gozdu nad najvišjimi kmetijami v naselju Hudinja v nadmorski višini 1180 m. V najzgornejšem delu je dolina razmeroma plitva, a se navzdol hitro poglablja in preide v globoko sotesko s strmimi pobočji. Pri kmetiji Ošlak se ji z leve pridruži podoben potok Ločnica, ki priteka izpod smučišča Rogla. Nato teče po nekoliko bolj odprti in poseljeni dolini, v kateri se ji z leve in desne pridružijo vodotoki iz še nekaj kratkih in strmih sotesk (npr. Sopočnica z leve in Ljubnica z desne strani). Že malo nad Zrečami se strmec Dravinje občutno zmanjša, dolina se nekoliko razširi in v njenem dnu ter ob reki je nameščen velik del zreške industrije.
Na južni strani se dviguje okoli 20 m višja terasa Dobrava, na kateri je osrednji del mesta Zreče. Vse do Slovenskih Konjic teče vzporedno z Dravinjo desni pritok Koprivnica, ki se ji po umetni strugi pridruži tik nad mestom, razmeščenim v naplavni ravnici ob reki in na vršaju ob vznožju Konjiške gore.
Tu se značaj Dravinje povsem spremeni: iz hitro tekočega vodotoka nastane manjša reka z razmeroma majhnim strmcem in počasnejšim tokom, čeprav še naprej ohranja svojo izrazito hudourniško naravo. Njena struga je v precejšnji meri umetno preoblikovana in kot takšna teče naprej proti jugovzhodu skozi Dražo vas in Loče. Na tem odseku se ji z leve pridruži pritok Oplotniščica in z desne pritoka Žičnica ter Klokočovnik. Pri Ločah se Dravinja usmeri proti vzhodu in teče več kot 30 km daleč po slikoviti Dravinjski dolini, zarezani med nizke Dravinjske gorice na severni ter gozdnati Boč in Haloze na južni strani. Sprva je struga Dravinje še močno preoblikovana, približno od Poljčan naprej pa je večinoma v naravnem stanju in prosto vijuga v lepih meandrih po 400–800 m široki naplavni ravnici. Ker je ravnica izpostavljena pogostim poplavam, je ostala skoraj v celoti pod travniki, naselja so odmaknjena vstran od reke na nekoliko višje robne dele doline in jih poplave večinoma ne dosežejo. Z leve strani pritekajo vanjo iz gričevja le manjši pritoki (npr. Ličenca in Brežnica), z desne strani pa se v Dravinjo steka več kratkih in strmih grap izpod Boča in iz Haloz (npr. Bela, Jelovški potok, Skralska, Jesenica), ki so v dolino nasule izrazite vršaje, na katerih so se namestile manjše vasi.
Pod Makolami se Dravinji z leve pridruži potok Ložnica, nato se pri Majšperku dolinsko dno še zadnjič nekoliko razširi. Zatem reka vstopi v ožji, spodnji del doline, kjer so tudi dolinska pobočja nekoliko strmejša in bolj gozdnata, vendar pa se že pri Jurovcih začne dolina na široko odpirati proti Dravskemu polju. Pod Tržcem dobi z leve še zadnji večji pritok Polskavo, še pred tem iz Haloz desna pritoka Peklača in Rogatnica. Dobre tri kilometre pod Vidmom se tik ob severnem vznožju Haloz izlije v Dravo.
Velike razlike med posameznimi rečnimi odseki so v precejšnji meri posledica zelo različne kamninske zgradbe. Povirje in zgornji tok do nekoliko iznad Zreč sta v odpornejših metamorfnih kamninah (predvsem gnajs in blestnik), zato so tam pobočja strma in doline večinoma ozke. Pri Zrečah vstopi v Konjiško kotlino, ki je zapolnjena s terciarnimi sedimenti, razčlenjenimi v nizko gričevje, v njej pa je Dravinja s pritoki nasula razmeroma obsežno ravnico. Po sotočju z Oplotniščico zapusti kotlinsko dno in teče naprej po dolgi dolini, izdelani v mehkih miocenskih morskih sedimentih (večinoma lapor), nad katerimi se na južni strani doline strmo dvigata apnenčasta Konjiška gora in Boč. Pri naselju Tržec se dolina odpre proti širnemu Dravskemu polju, Dravinja pa teče vse do izliva tik po njegovem južnem robu, kamor jo je potisnila Drava z močnim nasipanjem v pleistocenu.

## Hidronim in etimologija
Ime reke zelo verjetno izvira iz imena Drava, vendar ni povsem jasno, kako je nastala pripona -inja. Morda se je, po analogiji z imenom reke Savinje, nekoč imenovala Dravьna, iz tega pa se je razvilo ime Dravnja in pozneje Dravinja. V starejših pisnih virih se reka omenja pod različnimi imeni, mdr. Trevvina (977), Trewina (984), Trevina (1178 in 1199), die Tren (1306), die Trevn (1235), die Treen (1442), die Traan (1473), die Trann (1500) itd.

## Hidrogeografija
Dravinja je v zgornjem toku izrazito hudourniški vodotok, v spodnjem toku značilna nižinska reka s počasnim in vijugastim tokom. Ima neizrazit dežno-snežni režim s prvim viškom v novembru in decembru ter le malo manjšim drugim viškom v marcu in aprilu, ki je posledica taljenja snežne odeje na Pohorju. Značilen je izrazit nižek v mesecu avgustu, medtem ko so pretoki junija in julija večji zaradi viška padavin v teh dveh mesecih. Zaradi velikih strmin ima reka v povirnih delih precej večji specifični odtok (21,2 l/s/km2; vodomerna postaja Zreče) kot v spodnjem delu (13,6 l/s/km2; vodomerna postaja Videm). Odtočni količnik znaša v zgornjem toku okoli 46 %, po toku navzdol se zniža na vsega 34 %.
Najmanjši in največji zabeleženi pretoki Dravinje v obdobju 1981–2017 (m3/s)
| Vodomerna postaja | Najmanjši pretok (datum) | Največji pretok (datum) | Povprečni letni pretok 1981–2010 |
| ----------------- | ------------------------ | ----------------------- | -------------------------------- |
| Zreče             | 0,1 (19.8.2012)          | 21,0 (5.11.1998)        | 0,88                             |
| Makole            | 0,43 (13.8.2003)         | 124,1 (18.9.2010)       | 4,76                             |
| Videm             | 0,48 (30.8.2003)         | 278,3 (19.9.2010)       | 11,16                            |

Ob Dravinji je drugo najobsežnejše poplavno območje v Sloveniji (okoli 6500 ha), ki sega bolj ali manj sklenjeno od Slovenskih Konjic do izliva v Dravo. Poplave se pojavljajo skoraj vsako leto, pogosto tudi dvakrat ali večkrat letno, vendar običajne poplave zalijejo le najnižje dele poplavne ravnice, kjer so skoraj izključno travniki, in ne povzročajo veliko škode. Pogoste pa so tudi obsežnejše poplave, ki včasih dosežejo hiše v najnižjih delih naselij, vendar so ta večinoma umaknjena na nekoliko višji svet na obrobju doline in jih poplave ne prizadenejo v večji meri. Med največje štejemo poplave jeseni 1926, oktobra 1964, septembra 1973 in novembra 1998. Z regulacijami reke med Zrečami in Slovenskimi Konjicami ter od Konjic navzdol do Draže vasi so v tem delu sicer zmanjšali obseg poplav, vendar pa so se po mnenju nekaterih zaradi hitrejšega odtekanja vode dolvodno poplave celo nekoliko povečale.
Sklenjeno poplavno območje se začne pod Slovenskimi Konjicami in se pri vasi Prežigal razširi na več kot 500 m. V Ločah se poplavno območje zoži na okoli 100 m, dolvodno pa je vse do Poljčan in naprej do Makol široko od 350–500 m, vendar so na njem večinoma samo travniki. Le največje poplave segajo do naselij, kot npr. novembra 1998, ko je bil poplavljen tudi del Majšperka. V spodnjem delu Dravinjske doline je pogosto poplavljeno celotno dolinsko dno, široko od 100–200 m, vendar tudi tu poplavi predvsem travnike in delno njive v dnu dolin..

## Kakovost vode
Ker ima Dravinja poleti razmeroma malo vode, je bila v preteklosti zelo onesnažena zaradi industrije v Zrečah in Slovenskih Konjicah. Z modernizacijo dela industrije in propadom največjega onesnaževalca (usnjarska industrija Konus v Slovenskih Konjicah) se je kakovost vode sicer izboljšala, tako da je reka danes po uradnih podatkih v večjem delu toka v dobrem kemijskem in zelo dobrem do dobrem ekološkem stanju. Po mnenju nekaterih je onesnaževanje Dravinje z mestnimi in industrijskimi odpadnimi vodami občasno še prisotno, čeprav so se razmere po izgradnji osrednje čistilne naprave Slovenske Konjice pri Prežigalu (2013) in s priključitvi konjiške industrijske cone nanjo precej izboljšale. Precejšen onesnaževalec Dravinje je še vedno kmetijstvo.

## Ljudje in reka
Kljub hudourniškemu značaju je bila Dravinja v preteklosti zelo pomembna kot energijski vir. Zlasti v zgornjem delu je bilo v preteklosti veliko žag, v katerih so žagali les iz pohorskih gozdov, nekaj žag in številni mlini so bili tudi v srednjem in spodnjem toku reke. Večina tega je v 20. stoletju propadla, se je pa iz nekdanje kovačije v Zrečah, kjer so izdelovali poljedelsko in obrtniško orodje, po prvi svetovni vojni razvila današnja tovarna Unior. Z Dravinjo je bil povezan tudi nastanek industrije v Slovenskih Konjicah: nekdanja tovarna usnja Konus je nastala ob koncu 19. stoletja, po 2. svetovni vojni pa še lesnopredelovalna industrija (LIP Slovenske Konjice).
Kot etnološki spomenik je zavarovana Ošlakova domačija na Skomarju z ohranjeno kovačnico, mizarsko delavnico in mlinom, ki je tudi del lokalne turistične ponudbe. V neposredni bližini (Boharina 17) je kot etnološka dediščina zavarovan še mlin, podobno sta zavarovana še opuščeni Bucijev mlin v Dobrovljah dolvodno od Zreč ter še delujoči Pečnikov mlin v Novakah. Deluje tudi še mlin v Slapah dolvodno od Majšperka. V spodnjem toku Dravinje delujeta mali hidroelektrarni v Zgornji Pristavi in Tržcu.
V preteklosti je bila Dravinja regulirana skupaj na 29 km dolžine, med drugim v Zrečah in Slovenskih Konjicah ter naprej do Draže vasi in na nekaterih odsekih od Slap do izliva v Dravo. V bolj ali manj naravnem stanju je ostala Dravinja v srednjem delu med Lušečko vasjo in Koritnim ter naprej do Stogovcev, kjer so se vsaj deloma ohranili ekološko izjemno pomembni vodni in obvodni habitati. Zaenkrat kaže, da regulacija Dravinje na teh odsekih tudi zaradi ekološke vrednosti ni predvidena. Neregulirane odseke zaenkrat varujejo določila Nature 2000, je pa vprašanje, kakšen smisel imajo sploh regulacije, če ne dosežemo nič drugega kot da poplavno ravnico ob reki, ki je naravni zadrževalnik poplavnih voda, nadomestimo z dragimi in prostorsko zahtevnimi protipoplavnimi zadrževalniki, hkrati pa uničimo izjemne vodne in obvodne habitate ter stoletno kulturno krajino, dobro prilagojeno pogostim poplavam.

## Varstvo narave
Velik del struge Dravinje in poplavne ravnice ob njej (od Draže vasi do Doklec) je vključeno v varovano območje Natura 2000 (Dravinjska dolina), spodnji tok reke od Tržca do izliva v Dravo pa v območje Natura 2000 (Drava). Celotna struga Dravinje s pritoki in poplavne ravnice ob njih so evidentirani kot naravne vrednote.
Najbolj potrebni varovanja so na Slovenskem prav nižinski vodotoki, ki smo jih v preteklosti na veliko regulirali, gole brežine v peščeno-ilovnatih nanosih, vodoljubna obrečna vegetacija, nižinski ekstenzivni travniki in ostanki nižinskih gozdov v poplavni ravnici. Kljub velikim posegom v strugo in njeno bližino se je mdr. ohranilo nekaj ostankov nekdanjih dobovih gozdov v ravnini med Slovenskimi Konjicami in štajersko avtocesto ter mokrotnih travnikov (npr. med Ločami in Makolami in pri Štatenbergu).
Posegi v strugo Dravinje, zlasti regulacije in jezovi za male hidroelektrarne, zelo negativno vplivajo na sicer bogat ribji svet v reki. Največji problem je s tem povezano uničevanje drstišč različnih ribjih vrst, za katere si ribiči močno prizadevajo, da bi jih ohranili v reki. V Dravinji so nekoč živele številne ribje vrste, mdr. potočna postrv (Salmo trutta) v zgornjem toku,  podust (Chondrostoma nasus nasus), evropski som (Silurus glanis), navadna mrena (Barbus barbus), rdečeoka (Rutilus rutilus), ogrica (Vimba vimba), pohra (Barbus meridionalis), klen (Leuciscus cephalus cephalus), ščuke (Esox lucius), smuč (Sander lucioperca) in platnica (Rutilus pigus virgo) – endemit donavskega porečja – ki jo tudi v Dravinji posebej varujejo v okviru Nature 2000, skupaj z grbastim okunom (Gymnocephalus baloni) in kapeljnom (Cottuso gobio).
Na nereguliranih odsekih Dravinje so ekološko izjemno pomembni goli rečni bregovi v peščeno-ilovnatih naplavinah, saj v njih gnezdi vodomec (Alcedo atthis), ena naših najlepših, a žal vse redkejših ptic. Reka in obvodni habitati so življenjski prostor tudi mnogih drugih ptičev, metuljev, kačjih pastirjev in drugih živih bitij, katerim nimamo pravice jemati življenjski prostor, sploh pa ne na tako grob način, kot se je počenjalo v preteklosti z obsežnimi regulacijami.